# Melicope cravenii
Melicope cravenii är en vinruteväxtart som beskrevs av Thomas Gordon Hartley. Melicope cravenii ingår i släktet Melicope och familjen vinruteväxter. Inga underarter finns listade i Catalogue of Life.